# 淡海一家
淡海一家（おうみいっか）は、滋賀県大津市に本部を置く暴力団で、八代目会津小鉄会の二次団体。

## 来歴
高山誠賢初代は四代目会津小鉄会会長・高山登久太郎の実子で、五代目山口組初代弘道会に加入した2003年に淡海一家を設立。2009年2月に六代目山口組の直系組織（二次団体）となった。
2024年9月30日、同日に会津小鉄会継承盃の式典を行い、会津小鉄会八代目会長に六代目山口組直参淡海一家高山誠賢総長が就任、高山誠賢総長とともに淡海一家も六代目山口組の直系組織から外れ会津小鉄会の傘下となるとみられ、式典には、弘道会竹内照明会長や指定暴力団稲川会内堀和也会長も出席した、と報じられた。関係者によると、山口組の直系組長が他の組織のトップに転出する例は初めてである。

## 情勢
本部の所在地は滋賀県大津市長等一丁目。高山誠賢を総長とし、準構成員を含めた人員総数は50から60。名古屋の弘道会との強い結び付きを有すると見られている。高山誠賢総長は2010年の暮れ頃に、二代目弘道会会長・髙山清司とともに恐喝容疑で逮捕されている。捜査関係者によれば、弘道会は淡海一家を通じて京都への進出を図っていた。これらの京都市の土木建築業者への恐喝事件などで2013年1月、総長の高山誠賢は懲役10年の求刑を受けるに至っている。
高山誠賢は、この間に腎臓病が悪化し、京都府立医科大学病院で生体腎移植を受けた。2015年6月に最高裁で上告が棄却されて懲役8年の実刑が確定したが、京都府立医科大学病院から健康状態に懸念があるとする診断書が出され、大阪高検は刑事訴訟法などの規定に基づき、刑の執行停止を決めて刑務所への収容を見送っていた。しかし、京都府警が高山誠賢元被告の身辺を改めて調べたところ、実際には服役が可能なほどの健康状態だったとの疑いが強まり、京都府警は、実際の容体とは異なる診断書が作成された疑いもあるとみて、京都府立医科大学附属病院などの家宅を強制捜査する一方、2017年2月14日には高山誠賢総長自身が京都地方検察庁に出頭し収監された。
2023年8月4日、大阪刑務所から淡海一家高山誠賢総長が出所した。
2024年9月30日、高山誠賢総長が会津小鉄会八代目を襲名。淡海一家は六代目山口組を離れ、八代目会津小鉄会の二次団体となった。初代若頭だった上野隆が淡海一家二代目を継承し、八代目会津小鉄会本部長に就任した。

## 幹部陣
初代淡海一家
- 総長：高山 誠賢[12]（高山 義友希[13]） - 1957年[14]1月23日生[15]。
いわゆる渡世名は“髙山誠賢”。本名“姜 義幸”[16]。京都会津小鉄会四代目会長・高山登久太郎の実子（長男[3]）で、1982年に東海大学教養学部卒業し[15]、地元の滋賀商銀信用組合へ入組[17]。父の威力を頼りに建設業や金融業を営んでいた[3]。やがて不動産事業を通して計画した石垣島でのリゾート開発が失敗したことで数百億円の借金をつくり、それが会津小鉄会内における父・登久太郎の権威の失墜を招き、結果、父を引退に追い込んでしまう[18]。そして1997年に父が引退すると地元有力関係筋との間で不和が多発するようになり、そこで意を決して2003年に初代弘道会へと加入、自ら淡海一家を設立[3]。弘道会では「舎弟頭補佐」の役を担った[14]。
高山誠賢は京都市の土木建築業者への恐喝事件などで2013年1月、懲役10年の求刑を受けるに至った[9]。一方、高山誠賢はこの間に腎臓病が悪化し、京都府立医科大学附属病院で生体腎移植を受けた。2015年6月に、最高裁で京都市の土木建築業者への恐喝事件の上告が棄却されて懲役8年の実刑が確定したが、京都府立医科大学附属病院から健康状態に懸念があるとする診断書が出され、大阪高等検察庁は刑事訴訟法などの規定に基づき、刑の執行停止を決めて刑務所への収容を見送っていた。しかし、京都府警が高山誠賢の身辺を改めて調べたところ、実際には服役が可能なほどの健康状態だったとの疑いが強まり，実際の容体とは異なる診断書が作成された疑いもあるとみて、京都府警は京都府立医科大学附属病院などの家宅を強制捜査する一方、2017年2月14日には高山誠賢自身が京都地方検察庁に出頭し収監された。
提出された虚偽診断書類作成に関連して、京都府立医科大学の吉川敏一学長、吉村了勇病院長らとの不適切な関係が取りざたされている。2023年8月4日、大阪刑務所から出所した。
- 若頭：上野 隆
- 若頭補佐：山田浩二[1]